# Orazbek Kuanyszew
Orazbek Sułtanuły Kuanyszew (ros. Оразбек Султанович Куанышев, ur. 1 maja 1935 w aule Karatogaj w obwodzie akmolskim, zm. 11 kwietnia 1999 w Ałmaty) – radziecki i kazachski polityk, Bohater Pracy Socjalistycznej (1981).
W 1958 ukończył Kazachski Instytut Rolniczy i został agronomem w sowchozie, od 1961 w KPZR, od 1965 funkcjonariusz partyjny i państwowy. II sekretarz rejonowego komitetu KPK, zastępca szefa obwodowego zarządu rolnictwa w Celinogradzie (obecnie Astana), od 1971 II sekretarz, a od 1978 do 1985 I sekretarz Komitetu Obwodowego KPK w Celinogradzie. Wyróżniał się zdolnościami organizacyjnymi, przyczynił się podniesienia wydajności produkcji rolnej i hodowli na obszarach wiejskich. W latach 1985–1988 I sekretarz Turgajskiego Komitetu Obwodowego KPK, 1988–1991 minister produktów zbożowych Kazachskiej SRR. W latach 1979–1989 deputowany do Rady Najwyższej ZSRR 10 i 11 kadencji.

## Odznaczenia
- Medal Sierp i Młot Bohatera Pracy Socjalistycznej (19 lutego 1981)
- Order Lenina (dwukrotnie)
- Order Rewolucji Październikowej
- Order Czerwonego Sztandaru Pracy (dwukrotnie)

I medale.